# Périgny, Val-de-Marne
Périgny là một xã ở ngoại ô phía đông nam của Paris, Pháp. Nó nằm cách 23.3 km (14.5 mi) tình từ trung tâm của Paris.